# Axioms
Axioms è un album di raccolta del gruppo rock britannico Asia, pubblicato nel 1999.

## Tracce
Tutte le tracce sono state scritte da Geoff Downes e John Payne, eccetto dove indicato.

### Disco 1
1. Bella Nova – 3:13
2. Who Will Stop the Rain? – 4:37 (Downes, Johnny Warman, Jane Woolfenden)
3. Heaven on Earth – 4:54 (Payne, Andy Nye)
4. Words – 5:19
5. Turn It Around – 4:30 (Downes, Payne, Michael Sturgis)
6. Summer – 4:07
7. Heaven – 5:18
8. A Far Cry – 5:32 (Downes, Payne, Greg Hart, Bob Mitchell)
9. Love Under Fire – 5:16 (Downes, Greg Lake)
10. Tell Me Why – 5:15
11. Anytime – 4:57
12. Aqua Part Two – 2:13

### Disco 2
1. Into the Arena – 3:00 (Downes, Payne, Elliott Randall, Tomoyasu Hotei)
2. Military Man – 4:12
3. The Hunter – 5:22 (Downes)
4. Desire – 5:22 (Payne, Nye, Downes)
5. Sad Situation – 4:00
6. The Day Before the War – 9:08
7. Feels Like Love – 4:50
8. Different Worlds – 5:52
9. Remembrance Day – 4:19
10. U Bring Me Down – 7:07 (Downes, Payne, Aziz Ibrahim)
11. Aria – 2:28